# Stator bixae
Stator bixae là một loài bọ cánh cứng trong họ Bruchidae. Loài này được Drapiez miêu tả khoa học năm 1820.